# Zeil (ulice)
Zeil je ulice na severu městské části Innenstadt v centru Frankfurtu nad Mohanem.
Od konce 19. století je považována za jednu z nejznámějších a nejvýnosnějších nákupních ulic v Německu. Dříve to bylo především pro její nádherné hostince a paláce z doby baroka a klasicismu.
Západní, asi 500 metrů dlouhá část ulice mezi náměstími An der Hauptwache a Konstablerwache je od 70. let 20. století součástí pěší zóny. Na západě za kostelem svaté Kateřiny na Zeil navazuje Roßmarkt (Koňský trh).
Východní část Zeilu je součástí městského okruhu mezi náměstím Konstablerwache a ulicí Friedberger Anlage.